# Carl Radle
Carl Dean Radle (18. juni 1942 i Tulsa, Oklahoma – 30. maj 1980) var en amerikansk musiker, mest kendt for at spille el-bas i Derek and the Dominoes og på en række udgivelser med Eric Clapton. Radle fungerede som session-musiker i 1960'erne og 1970'erne.
I sin barndom blev Radle undervist i klarinet og klaver. I sin gymnasietid blev fik han interesse for rock'n'roll, begyndte at spille guitar og spillede sammen med andre unge Tulsa musikere, bl.a. Leon Russell og J.J. Cale. Leon Russel flyttede i starten af 1960'erne til Californien, og Radle fulgte snart efter. Radle spillede i klubber og som session-musiker, bl.a. for Skip & Flip. Radle havde imidlertid svært ved at tjene til livets ophold ved at spille, så i 1964 returnerede han til Tulsa, meldte sig til Air National Guard og var det følgende år stationeret i Texas.
Efter endt tjeneste fik Russel endnu engang Radle til at flytte til Californien, denne gang for at spille el-bas i Gary Lewis & the Playboys. Radle turnerede op optrådte i TV-shows med dette band frem til 1967, hvor Lewis blev indkaldt til militærtjeneste og gruppen opløst. Radle forblev i Californien som session-musiker, og spillede i de følgende år bl.a. med Dobie Gray, John Lee Hooker og The Colours.
I 1969 introducerede Leon Russel Radle for Delaney and Bonnie Bramlett, og Radle blev medlem Delaney & Bonnie. Gruppen lavede flere album og turnerede bl.a. som opvarmning for Blind Faith. Radle lærte her Eric Clapton at kende, og han spillede sammen med Jim Gordon og Bobby Whitlock (også fra Delaney & Bonnie) på Claptons første soloalbum, Eric Clapton. I starten af 1970 forlod flere medlemmer af Delaney & Bonnie gruppen for at spille for Joe Cockers Mad Dogs and Englishmen.
I foråret 1970 genforenedes Radle med Clapton, Whitlock og Gordon, og de fire dannede gruppen Derek and the Dominoes.
Gruppen indspillede det klassiske album Layla and Other Assorted Love Songs og turnerede i Europa og USA. i foråret 1971 gik gruppen i opløsning under optagelserne af gruppens andet album. Alle gruppens medlemmer havde på dette tidspunkt udviklet et massivt alkohol- og stofmisbrug, og Clapton trak sig af samme grund tilbage.
I de følgende år arbejde Radle som session-musiker for bl.a. Art Garfunkel, John Lee Hooker, Rita Coolidge, Leon Russell, Bobby Whitlock, Donovan og Freddie King. I april 1974 begyndte Clapton at spille igen, og Radle udgjorde sammen med George Terry, Jamie Oldaker, Dick Sims, og Yvonne Elliman stammen i hans nye band. Gruppen indspillede 461 Ocean Boulevard, og i de følgende fem år arbejdede Radle med Clapton og var med på en række væsentlige albums, bl.a. Slowhand.
Radles misbrug fortsatte, og hans helbred blev efterhånden dårligere. i 1978 opløste Clapton sin faste gruppe, og Radle arbejde en tid med Peter Frampton, men vendte pga. helbredsproblemer hjem til Tulsa.
Radle døde 30. maj 1980, i en alder af 37 år som følge af problemer med nyrerne.